# Nannacara adoketa
Nannacara adoketa è un pesce di acqua dolce appartenente alla famiglia Cichlidae ed alla sottofamiglia Cichlinae

## Habitat e Distribuzione
Proviene dal Sud America, più precisamente dal bacino del Rio delle Amazzoni e del Rio Negro in Brasile. In genere si trova in piccoli torrenti a bassissime profondità.

## Descrizione
Presenta un corpo tozzo, poco compresso ai lati e quasi cilindrico, con la testa arrotondata. Il dimorfismo sessuale si nota soprattutto nella livrea: nelle femmine il colore di fondo è grigio chiaro, ma tutto il corpo è coperto di zebrature nere e marroni irregolari. Attorno all'occhio, che è marrone, sono presenti delle linee bianche; le pinne sono trasparenti. I maschi sono invece marroncini con le pinne bordate di rosso, una macchia gialla sull'opercolo ed una linea diagonale nera che passa dall'occhio. La pinna dorsale e la pinna anale sono allungate, come così quelle pelviche. Non supera i 5 cm.

## Biologia

### Riproduzione
È oviparo e la fecondazione è esterna. Può deporre da 200 fino a persino 300 uova, in genere color ambra, su radici sommerse. Entrambi i genitori sorvegliano le uova ed il territorio attorno ad esse, e si occupano degli avannotti finché questi ultimi non diventano autosufficienti.